# Вало ди Нера
Ва̀ло ди Нѐра (на италиански: Vallo di Nera) е село и община в Централна Италия, провинция Перуджа, регион Умбрия. Разположено е на 333 m надморска височина. Населението на общината е 407 души (към 2010 г.).